# 死亡記事

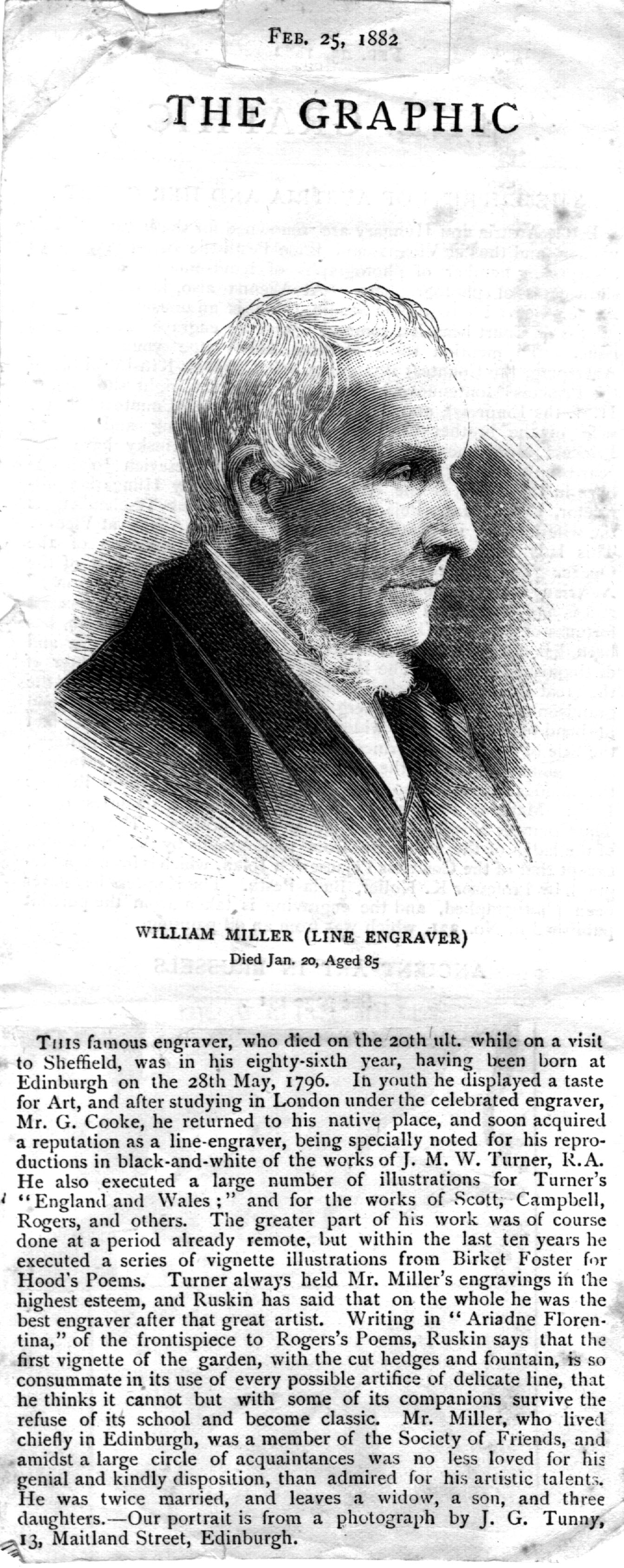
死亡記事の例。19世紀に活動した銅版画家ウィリアム・ミラー（en）の死を伝えたもの。

死亡記事（しぼうきじ）とは、新聞などの記事のうち著名人の死を伝える内容のもののことである。人の死を伝えることを一般的に訃報（ふほう）と言い、日本では死亡記事のコーナーは「おくやみ欄」とも呼ばれる。発行者が独自に掲載を決めたものを指し、遺族などが依頼して広告として掲載されたものは死亡広告と呼んで区別する。
本項での死亡記事は、事故や事件、災害による死亡（不慮の死）は基本的には含まない（事故や事件、災害を扱う記事で触れられるため）。

## 概要
死亡記事の内容は一定の定型化がされている。基本的な構成は、故人の氏名、死亡時の肩書や専門分野、縁故関係、死亡日時、死因、死亡場所、年齢、出身地などから成る。これに業績の解説や、肖像画・肖像写真などが加えられることも多い。通常のニュース記事に比べると、文学的な文章表現が用いられる傾向がある。
死亡記事は、欧米においては高級紙の中で読者の人気が高い種類の記事である。高級紙の一つに数えられるデイリー・テレグラフ紙の元編集長マックス・ヘイスティングによれば、同紙の死亡記事欄を人気コーナーにしたのは、担当記者だったヒュー・モンゴメリー・マッシングバード（en）の功績であるという。
ジャーナリストの立場からすると、死亡記事の執筆は、故人の過去の悪行について再考する格好の機会であるとの評価もある。なぜなら、批判的な記事を書いても、名誉棄損であるとして訴訟を起こされるリスクがないからであるという。ただし、日本などでは、死者の評価が問題となる場合でも一定の範囲で刑事上・民事上の名誉棄損にあたり、法的責任を問われることがある。
欧米の新聞社では、死亡記事部を設けて専門記者を配置しているのが一般的である。日本では一部に担当デスクに近い記者が置かれていると思われるものの、専門部までは存在しない。死亡記事部では、日頃から著名人についての経歴などの情報を収集し、その死去に備えている。各著名人ごとに死亡記事の準備稿が作成されており、簡単な手直しで速報として使用できる体制となっている。このような準備稿が誤って公開されてしまい、誤報につながる場合がある。また、山田風太郎によると、サマセット・モームにモーム本人の死亡記事の予定稿のチェックを依頼しに来た記者が居たという（『人間臨終図巻』4巻P377、徳間文庫新版。モームは読んだ後「正確は正確だが思いやりに欠けるうらみがあるね」とコメントしたという）。
人間についての死亡記事のほか、動物についての「死亡記事」が報じられることもある。日本では、1979年9月に落語家の三遊亭圓生と、上野動物園で飼育されていたジャイアントパンダのランランがほぼ同時に死亡した際に、いずれの死亡記事を大きく取り扱うかを巡って話題となった。

## 日本における死亡記事

### 歴史
明治時代に日本で新聞が発行されるようになった時から、既に死亡記事は掲載されていた。この時点では死亡記事として特に独立した欄が設けられてはおらず、一般的な事件記事の中に混じっていた。内容としては野辺送りの日時など、現代のものと近かった。
その後、次第に死亡記事独特の形式が生じていった。1900年の東京日日新聞の三遊亭圓朝の死亡記事では、現代の死人罫のように個人名に傍線が付されていた。記事の見出しを黒枠で囲む場合もあり、この黒枠の一辺のみが残されたのが現在の死人罫の起源という説もある。なお、皇族や軍人の死亡記事の場合には、紙面全体を黒枠で囲う慣例があった。
次第に同時期の新聞編集全体の傾向と同じく、死亡記事の内容も詳細で派手なものとなった。例えば前述の圓朝の死亡記事では肖像画を掲載する新聞社も多くあり、後には肖像写真が掲載されるようになった。大正から昭和初期にかけて、こうした傾向はピークとなった。
1930年代から戦時体制に入るにつれ、資源節約のために新聞記事の紙面が圧縮され、それに合わせて死亡記事も小さなものとなった。戦後しばらくも物資不足から同様の状況であった。そうした状況下で、現代の新聞社会面下段に並ぶ定型記事の簡素な様式が形成されることになったと考えられる。
経済復興後、再び大きな死亡記事も見られるようになった。1960年代後半から1980年代にかけて、従来は政治関係の記事で占められた新聞第一面にも、文化人の死亡記事が大きく掲載されるようになっていった。近年の新たな動きとしては、死亡の速報だけでなく、死後しばらくたってから追悼記事を掲載する新聞社も現れてきている。

### 死亡記事の形式

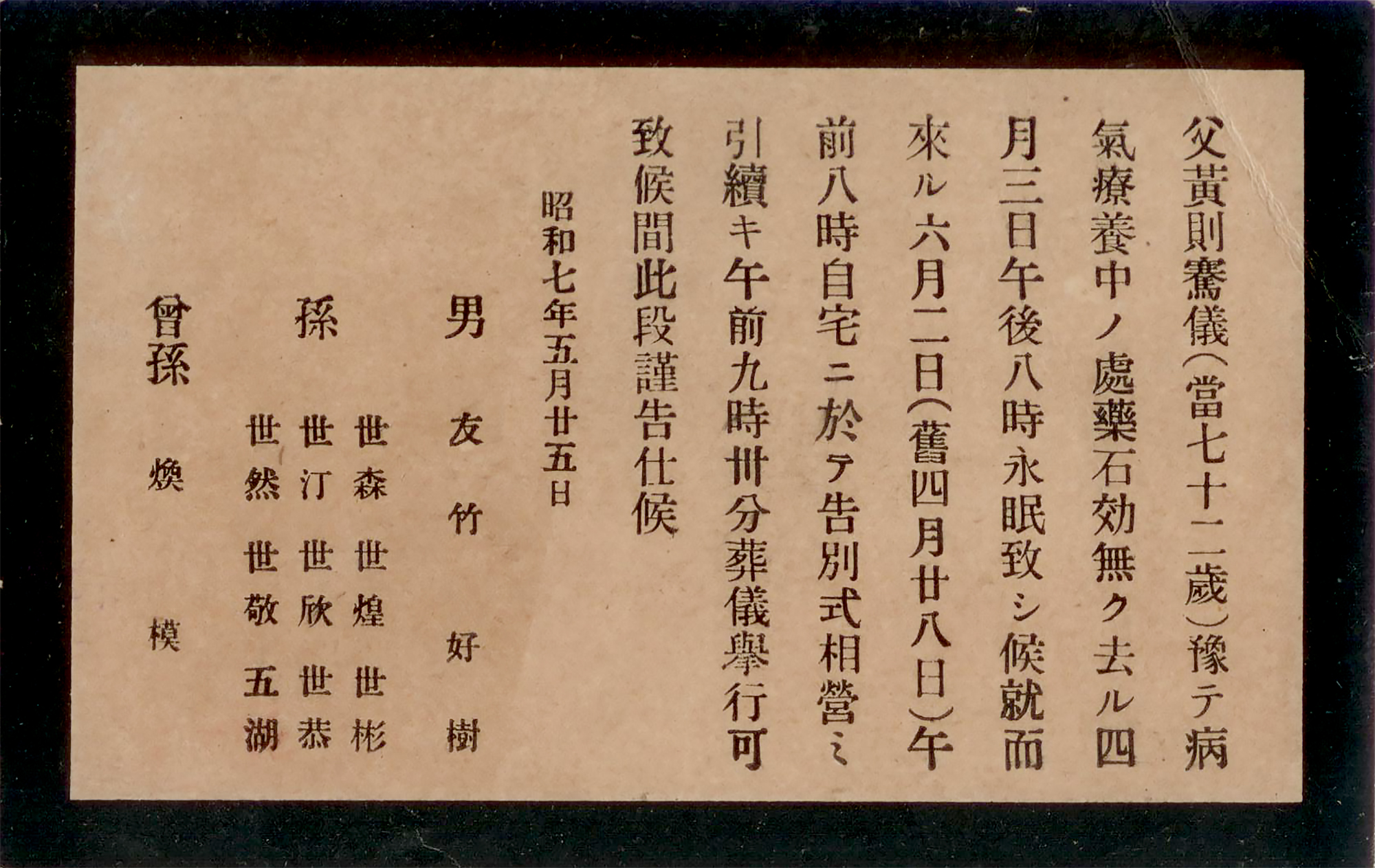
日治時期台湾の死亡記事

現在の日本の新聞の場合、形式から死亡記事は大きく三つに分かれている。一つ目の類型は定型記事として作成される簡潔な速報、二つ目の類型はニュース性が高い人物の死について見られる一般記事、三つ目の類型は、過去一定期間に死去した著名人の中から特に一部を詳細に取り上げた追悼記事である。第1類型と第2類型の中間的な扱いを設けている例もある。
第1類型の定型記事として作成される死亡記事は、様式が新聞社・通信社ごとに決められており、ほぼ共通するものの若干の違いがある。故人の氏名、死亡時の肩書や専門分野、縁故関係、死亡日時、死因、死亡場所、年齢、出身地などの基本的事項のほか、葬儀の会場や喪主が、読者の出席や弔電の便宜を考慮して地番や振り仮名など詳細に記される。新聞の定型死亡記事独特の表現として、氏名に傍線が付されており、「裏罫」「死亡罫」「死人罫」などと呼ばれる。対象は主に大企業の社長や専務などの要職を務めた人やまれにそれらの人の肉親で、多くは社会面の最下段に小さく配置される。主に関係者への連絡としての機能を果たしている。
第2類型の一般記事として報じられる場合は、「（故人名）死去」などの見出しが付されて、一般的な文章で構成される。記事の大きさは様々である。故人の関係者のコメントが載せられることがある。対象は知名度が特に高い人物のほかに、社会的問題性や話題性の点から大きく取り上げる例があり、そのままでは小さな定型記事で済んでしまう人物を大きく報道するために、所属組織の今後への影響などを盛り込んだ広範囲の内容として、ニュース価値を高める手法が用いられる。掲載位置は社会面のほか、場合によっては（元首相など国家の要職経験者や高い実績を残した元スポーツ選手など）一面記事となることもある。元スポーツ選手の場合にはスポーツ欄に関係者のコメントが載せられることがある。天皇・皇族など多方面に影響が及ぶ人物の場合は、一面・社会面の他、スポーツ面・経済面・地方面など各面にわたって死去した人物とのかかわりが掲載されることもある。
第3類型は近年になって見られるようになったものである。1カ月に2〜4回程度、多くは署名記事として取り上げる。朝日新聞の「惜別・ひと人生」、読売新聞の「追悼抄」、毎日新聞の「悼む」、産経新聞の「葬送」などの例がある。人物評伝をしっかりと書くという点で、欧米の死亡記事に近いという評価もある。年末にその年一年の主な物故者を振り返る記事を載せる慣例もあるが、これは年始ではなく年末に掲載されるため、たとえば岡本敦郎や松平康隆のように年末に死去して新年の新聞に訃報が掲載された場合は死去した年の「その年の物故者」からは漏れることになる。
どのような人物の死について掲載するか、どの形式をとるかは、主に社会的地位や知名度、業績を基に判断される。大学教授のように元学生などの関係者が全国にいることも掲載の理由となる。新聞社と故人の義理やしがらみから掲載される例も一部にある。編集局の整理部が実質的な最終判断を行う。
なお、以上のほか、地方紙では、地域で出た物故者の全員を掲載する欄を設けている例がある。現在では遺族の同意を得て掲載することが一般的である。

## 生前死亡記事
報道各社では、生前に素早く掲載できるようひな形（予定稿）が作られている（ニューヨーク・タイムズは、死亡記事を1800本以上準備している）。そのため、単純な人為的なミス・誤解で著名人の死亡記事が公開されてしまうことがある（2003年のCNNの誤報、2020年の仏ラジオ局ラジオ・フランス・アンテルナショナル（RFI）での著名人100人死亡の誤報など)。
また、別の例では戦争などで一定期間を過ぎて行方不明となった個人の場合、失踪宣告で死亡扱いになった後に本人が現れる例など、様々な事情がある。
- 化学者アルフレド・ノーベルが自分の死亡記事の誤報により、自分の評判の悪さからノーベル賞を作ったという説もある[19]。
- フランスの実業家ベルナール・タピは、三回誤報で死んだことにされている。1回目は2019年のルモンド誌、2回目は2020年の仏スポーツ専門局ラ・シェーヌ・レキップ（フランス語版）、3度目は2020年の仏ラジオ局ラジオ・フランス・アンテルナショナル（RFI）の誤報である[16]。